# 2012年ロンドンオリンピックのフィンランド選手団
2012年ロンドンオリンピックのフィンランド選手団（2012ねんロンドンオリンピックのフィンランドせんしゅだん）は、2012年7月27日から8月12日にかけてイギリスの首都ロンドンで開催された2012年ロンドンオリンピックのフィンランド選手団、およびその競技結果。

## 概要
今大会は銀メダル2個、銅メダル1個の合計3個のメダルを獲得した。

## メダル
| メダル | 選手名                                                 | 競技       | 種目               |
| ------ | ------------------------------------------------------ | ---------- | ------------------ |
| 銀     | アンティ・ルースカネン                                 | 陸上       | 男子やり投         |
| 銀     | トゥリ・ペタヤ                                         | セーリング | 女子RS-X級         |
| 銅     | シリヤ・カネルバ シリヤ・レーティネン ミカエラ・ウルフ | セーリング | 女子エリオット6m級 |